# Attelage (véhicule)
Pour les articles homonymes, voir Attelage.
 (août 2012).
Si vous disposez d'ouvrages ou d'articles de référence ou si vous connaissez des sites web de qualité traitant du thème abordé ici, merci de compléter l'article en donnant les références utiles à sa vérifiabilité et en les liant à la section « Notes et références ».
Un attelage réalise la liaison entre deux véhicules, soit entre un véhicule tractant et l'autre remorqué, soit entre deux véhicules remorqués au sein d'une rame.

## Propriétés requises
Un attelage doit avoir des propriétés particulières :
- résistance mécanique à la traction pour transmettre l'effort de remorquage et éviter une rupture d'attelage ;
- degrés de liberté pour s'adapter facilement aux positions relatives de la remorque par rapport au véhicule tracteur ;
- rigidité pour transmettre les variations de vitesse aux différents véhicules et éviter les mouvements intempestifs de la remorque qui entraînent des collisions entre tracteur et remorque.

## Véhicules routiers

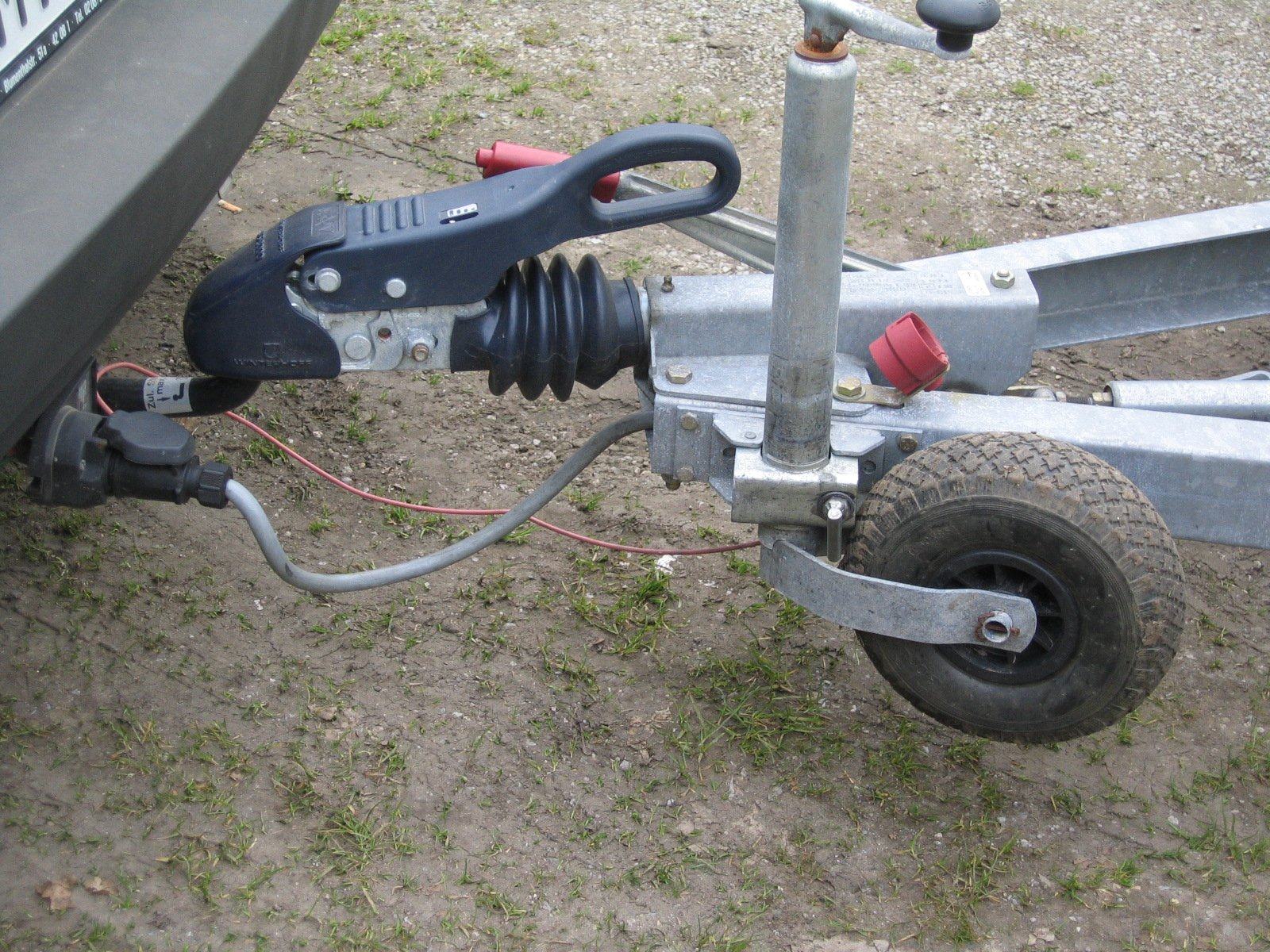
Dispositif d'attelage d'une automobile et d'une caravane.

### Véhicules légers
Pour les véhicules légers l'attelage est réalisé avec une boule (aussi appelée rotule) sur le véhicule tracteur et sa partie femelle sur le véhicule tracté (remorque, caravane, etc.). Il est souvent complété par un stabilisateur qui permet d'éviter la mise en lacet de la caravane (un frein par friction vient agir sur la boule d'attelage)
Il existe d'autres systèmes tels que le crochet et la chape qui sont utilisés lorsque la remorque est équipée d'un anneau.

### Poids lourds

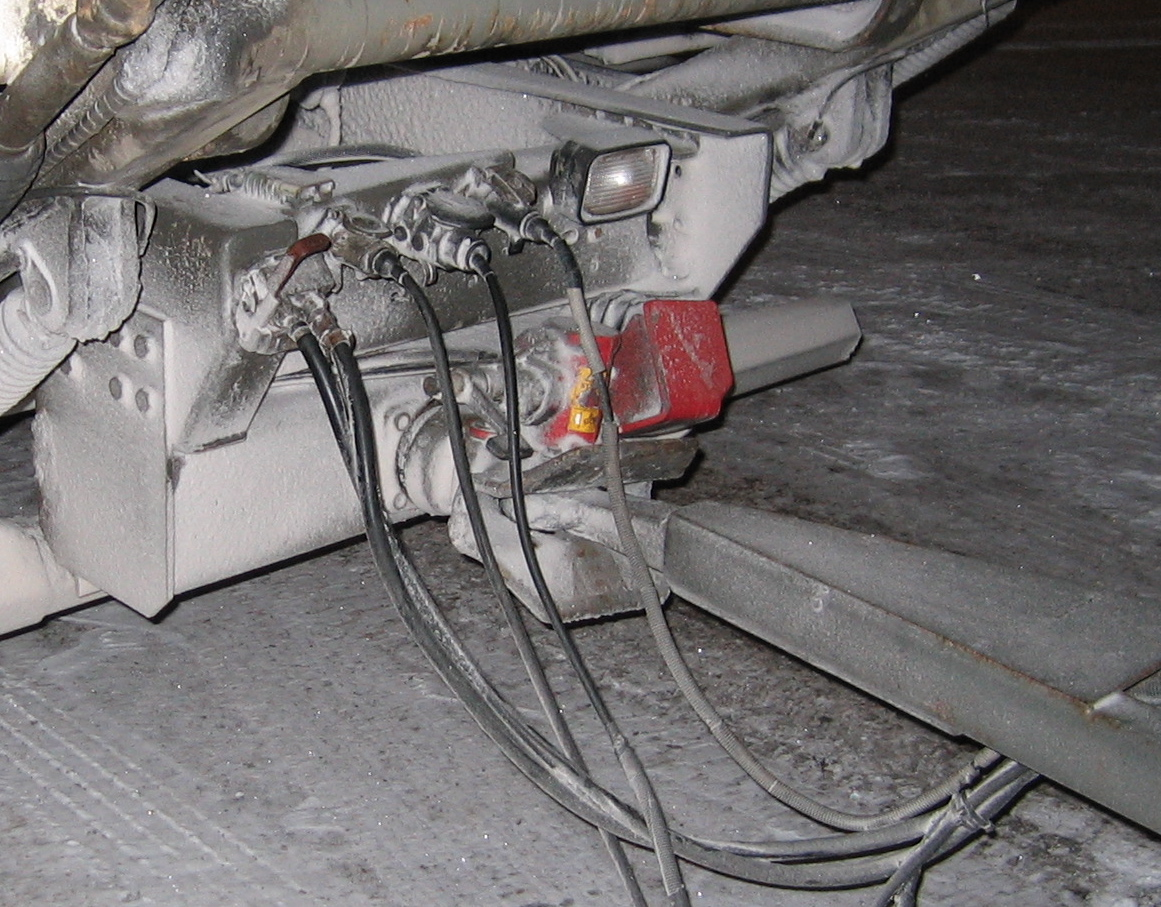
Timon d'attelage routier.

L'attelage est en général constitué d'un timon rigide reliant le tracteur et la remorque ou d'une barre d'attelage (dispositif d'attelage de remorquage) reliant la voiture à la remorque. Lorsque la remorque est à un seul essieu (ou deux essieux couplés) le timon est fixé de façon rigide à la caisse de la remorque et s'attache au tracteur par un crochet verrouillable. Dans ce cas la répartition de la charge dans la remorque est essentiel pour éviter une surcharge de l'attache seule donc un déséquilibre sur l'arrière du véhicule tracteur.
Lorsque la remorque comporte plusieurs essieux, l'essieu avant comporte un système de direction piloté par le timon : direction simple par cheville ouvrière ou direction à roues indépendantes.
Au-delà d'un certain poids total prévu par la réglementation, l'attelage doit prévoir la transmission du freinage déclenché par le véhicule tracteur.
Une connexion électrique et/ou pneumatique fait également partie de l'attelage pour transmettre de l'énergie et/ou signalisation au véhicule tracté par un faisceau électrique.

## Attelages ferroviaires

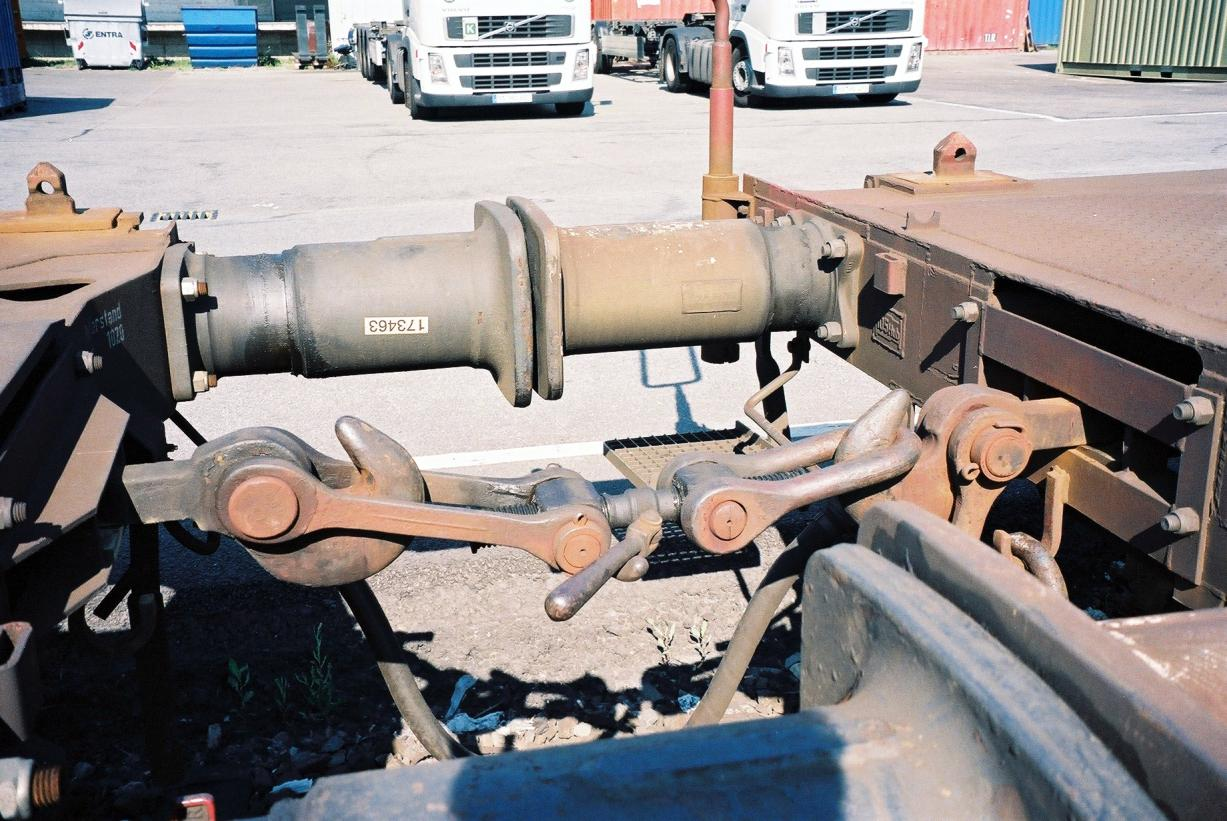
Attelage ferroviaire à vis.

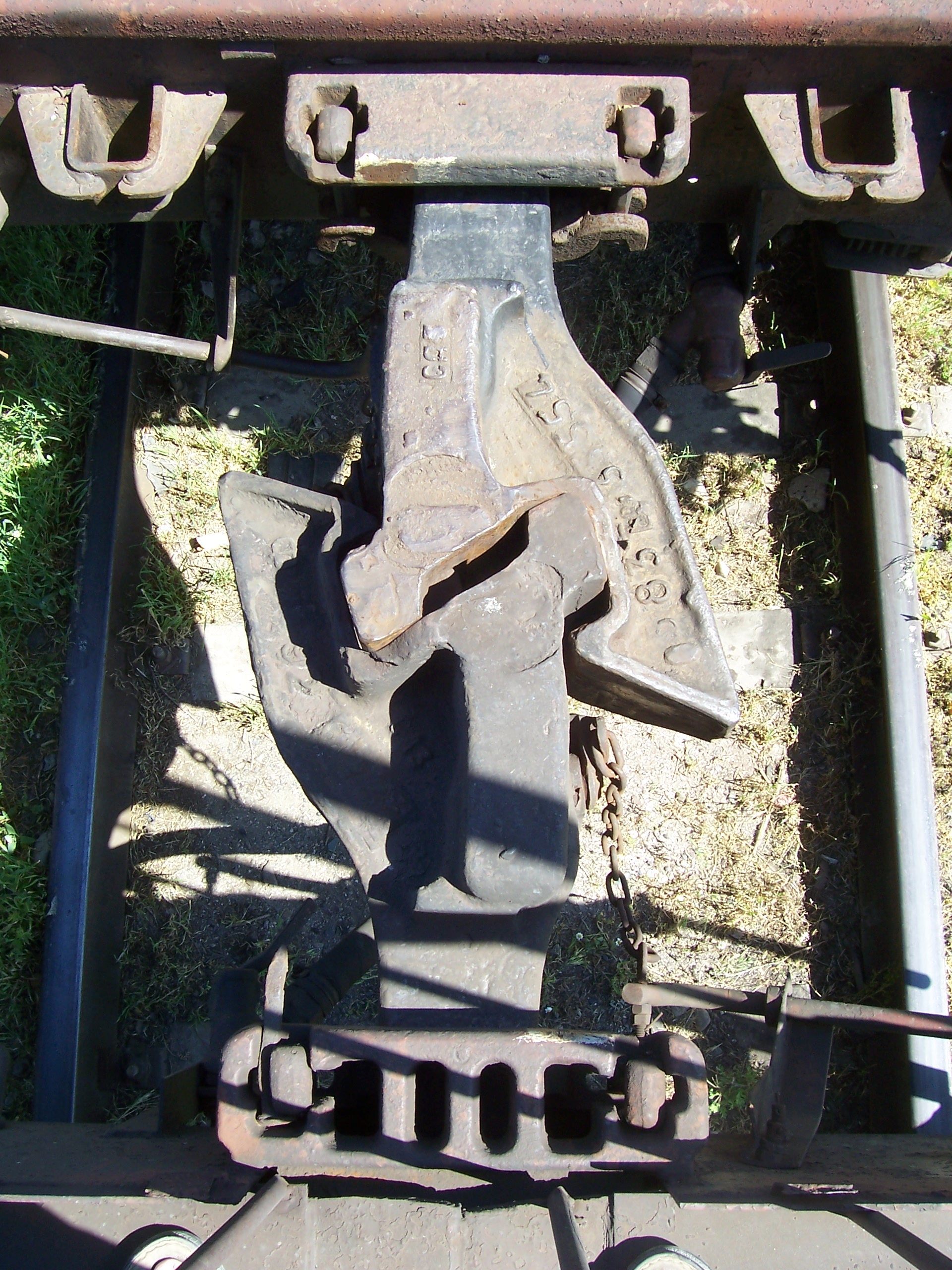
Attelage SA-3.

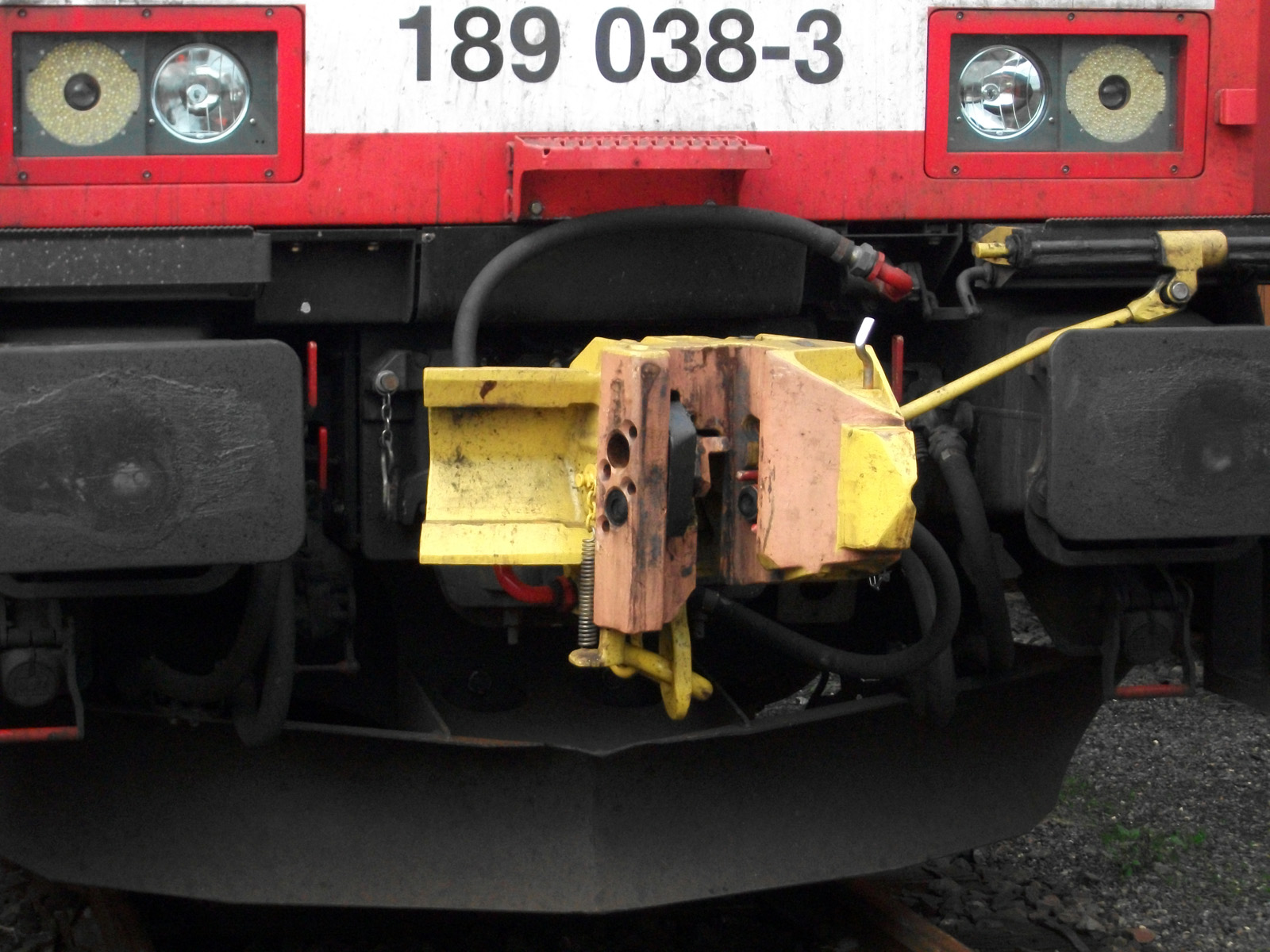
Attelage C-AKv.

L'attelage est l'organe essentiel de formation de la rame. Il était à l'origine du chemin de fer constitué par des chaînes. La nécessité d'une liaison semi-rigide s'est rapidement fait sentir essentiellement lors des ralentissements et des freinages. On utilisa des éléments de choc élastiques que sont les tampons.
Attelage à vis
C'est un attelage manuel qui comporte deux maillons reliés par une vis à pas contraires : une fois les maillons en place sur les crochets de chaque wagon, le serrage de la vis est manuel ; sur le matériel voyageur, l'attelage est tendu « tampons joints ».
Attelage Janney
Attelage automatique généralisé en Amérique, au Japon, en Afrique et en Chine servant à la fois d'attelage et d'élément de choc ;
Attelage Willison
C’est un attelage automatique issu du précédent. Une version améliorée, introduite sous le nom de SA-3 en Union soviétique, est maintenant en usage dans les États qui lui ont succédé, la Finlande, la Mongolie et plusieurs autres pays. Le nouvel attelage C-AKv développé en Allemagne est basé sur cette version. Il peut aussi être lié à des véhicules à attelage à vis.
Attelage Scharfenberg
Attelage automatique fréquemment installé en Europe sur les rames de trains de voyageurs.
L'attelage manuel n'a que des défauts[réf. souhaitée] :
- il est source d'accidents chez le personnel atteleur et de lenteur dans la constitution des rames,
- devant être manipulé à bras, sa taille limite la capacité de traction, donc indirectement la longueur et la charge utile des trains.

Malgré de multiples expérimentations, il n'y a pas encore eu de volonté réelle de généraliser l'attelage automatique en Europe. Un certain nombre de raisons sont avancées :
- coût et difficulté à adapter rapidement l'ensemble du parc,
- structure des véhicules existants non adaptée (organe de choc sur deux tampons et non central),
- difficulté à faire coexister deux systèmes.

Le passage à l'attelage automatique est plus aisé dans les trains de voyageurs, du moins dans ceux composés d'automotrices (y compris tous les trains à grande vitesse), car seul un petit nombre de modèles d'automotrices sont jamais attelés ensemble pour constituer une rame. Par contre les voitures tractées et surtout les wagons de marchandises doivent pouvoir être attelés ensemble de toutes les manières, y compris dans toute l'Eurasie en cas d'échange de bogies aux frontières de l'ex-URSS et s'il y a lieu aux Pyrénées, ce qui compte tenu du grand nombre d'exploitants ferroviaires crée un problème autrement complexe : c'est pourquoi la plupart des véhicules tractés sont encore toujours équipés d'attelages à vis tandis que les rames automotrices de chemin de fer et de métro sont de nos jours le plus souvent équipées d'attelages automatiques. Certaines locomotives possèdent les deux types d'attelage (par exemple à vis à une extrémité et Scharfenberg à l'autre) afin de pouvoir tracter ou dépanner des trains équipés d'attelages d'un type ou de l'autre.
Le parc ferroviaire japonais fut converti en un jour (le 17 juillet 1925 et pour cinquante mille véhicules ferroviaires)[réf. nécessaire]. Il est vrai que le Japon est un pays insulaire et qu'il y a donc moins de problèmes de compatibilité.

## Machinisme agricole
- Attelage trois-points